# Satz von Brooks

Vollständige Graphen benötigen eine weitere Farbe als ihr maximaler Grad.

Der Satz von Brooks gibt eine Obergrenze für die Anzahl der Farben an, die benötigt werden, um alle Knoten eines Graphen so zu färben, dass keine zwei benachbarten Knoten dieselbe Farbe haben. 

## Aussage
Die Knotenfärbungszahl eines zusammenhängenden Graphen, der weder vollständig noch ein Kreis ungerader Länge ist, ist höchstens so hoch wie der Maximalgrad des Graphen.
Zusatz: Ist der Graph vollständig oder ein Kreis ungerader Länge, so benötigt man Maximalgrad + 1 Farben.